# アーサー・ウェルズリー (第4代ウェリントン公爵)

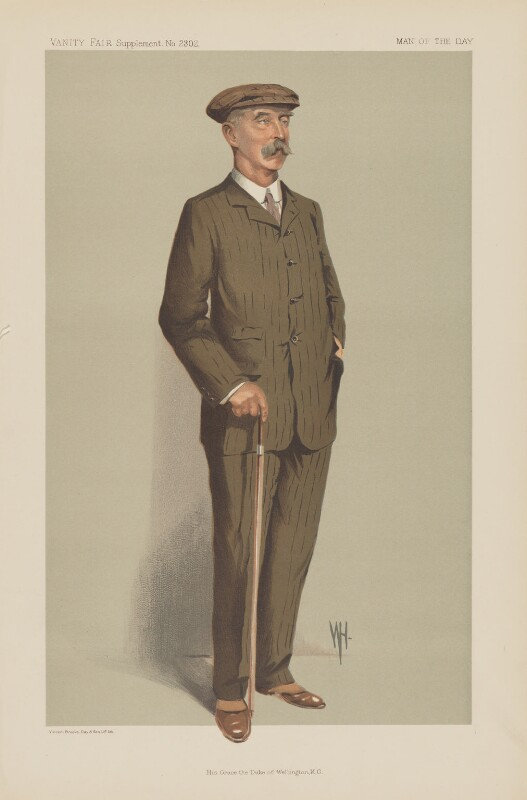
『バニティ・フェア』1912年12月11日号におけるカリカチュア、ウォレス・ヘスター画。

第4代ウェリントン公爵アーサー・チャールズ・ウェルズリー（Arthur Charles Wellesley, 4th Duke of Wellington KG GCVO DL、1849年3月15日 – 1934年6月18日）は、イギリスの貴族。ナポレオン戦争期の軍人である初代ウェリントン公爵アーサー・ウェルズリーの孫。

## 生涯

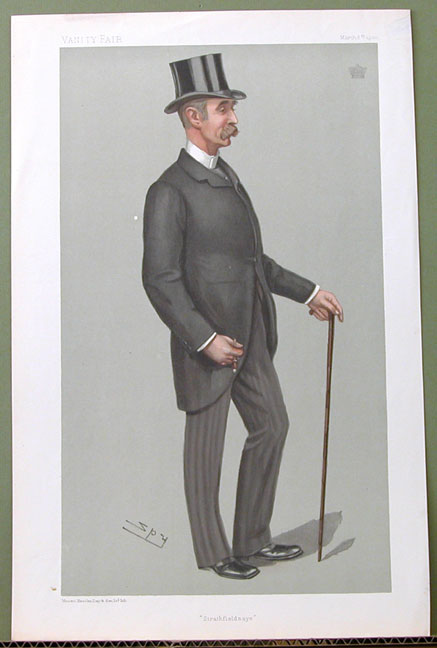
『バニティ・フェア』1903年3月5日号におけるカリカチュア、レスリー・ウォード画。

チャールズ・ウェルズリー卿（初代ウェリントン公爵アーサー・ウェルズリーの次男）と妻オーガスタ・ソフィア・アン（Augusta Sophia Anne、旧姓ピアポント（Pierrepont）、1820年5月30日 – 1893年7月13日、ヘンリー・ピアポント閣下の娘）の三男として、1849年3月15日に生まれた。1861年から1866年までイートン・カレッジで教育を受けた。
1868年6月13日、グレナディアガーズの連隊少尉・陸軍中尉への辞令を購入して入隊した。1871年2月15日、連隊中尉・陸軍大尉への辞令を購入して昇進した。1879年4月5日、連隊大尉・陸軍中佐に昇進した。1883年8月1日、連隊少佐に昇進した。1887年8月1日、陸軍大佐に昇進した。1891年から1895年までグレナディアガーズ第1大隊の指揮官を務め、連隊中佐への昇進を経て1900年10月28日に軍務から引退した。グレナディアガーズの士官だったためガーズ・クラブに加入した。
1900年6月8日に次兄ヘンリーが死去すると、ウェリントン公爵位を継承した。貴族院では保守党に属した。
1902年5月2日、ロイヤル・ヴィクトリア勲章ナイト・グランド・クロスを授与された。
1902年8月9日のエドワード7世とアレクサンドラの戴冠式、1911年6月22日のジョージ5世とメアリーの戴冠式で連合王国旗を持つ役割を務めた。また1902年戴冠式記念叙勲の一環として、1902年8月8日にガーター勲章を授与された。
外国勲章ではスペインのカルロス3世勲章グランド・クロス、ポルトガルの塔と剣勲章を授与されている。
ハンプシャーの副統監を務め、1906年から1919年までは統監代理（Vice-Lieutenant）を務めた。
ワーテルローの戦い119周年記念の日にあたる1934年6月18日、ハンプシャー州ユーハースト・パークで死去、21日にストラトフィールド・セイで埋葬された。同名の長男アーサー・チャールズ・ウェルズリーが爵位を継承した。

## 家族
1872年10月24日、キャスリーン・エミリー・バークリー・ウィリアムズ（Kathleen Emily Bulkeley Williams、1927年6月24日没、ロバート・グリフィス・ウィリアムズの娘）と結婚、4男2女をもうけた。
- エヴリン・キャスリーン（Evelyn Kathleen、1873年7月30日 – 1922年1月19日） - 1900年6月18日、ロバート・ジェームズ閣下（Hon. Robert James、1873年5月13日 – 1960年12月13日[15]、第2代ノースボーン男爵ウォルター・ジェームズ（英語版）の息子）と結婚、子供あり[2]
- アーサー・チャールズ（1876年6月9日 – 1941年12月11日） - 第5代ウェリントン公爵[3]
- リチャード（1879年9月30日 – 1914年10月29日） - 陸軍軍人として第二次ボーア戦争と第一次世界大戦に参戦、後者で戦死した[2]。1908年4月30日、ルイーズ・ネスタ・パメラ・フィッツジェラルド（Louise Nesta Pamela FitzGerald、1889年1月8日 – 1946年2月21日[16]、第2代準男爵サー・モーリス・フィッツジェラルドの娘）と結婚、2女をもうけた[2]。リチャードの死後、ルイーズはリチャードの弟ジョージと再婚した[2]
- ジェラルド（英語版）（1885年8月21日 – 1972年1月4日） - 第7代ウェリントン公爵[3][17]
- アイリーン（Eileen、1887年2月13日 – 1952年10月31日） - 1916年9月11日、カスバート・ジュリアン・オード（英語版）（1968年12月19日没、サー・ジュリアン・ウォルター・オードの次男）と結婚、子供あり[18]
- ジョージ（英語版）（1889年7月29日 – 1967年7月31日） - 空軍軍人。1917年3月22日、兄リチャードの未亡人ルイーズ・ネスタ・パメラと再婚、子供あり[18]